# Веверска Битишка
Веверска Битишка (чеш. Veverská Bítýška) је насељено мјесто са административним статусом варошице (чеш. městys) у округу Брно-околина, у Јужноморавском крају, Чешка Република.

## Становништво
Према подацима о броју становника из 2014. године насеље је имало 3.110 становника.